# Setge d'Agrigent (406 aC)
|  | Aquest article tracta sobre la batalla del 406 aC. Vegeu-ne altres significats a «Batalla d'Agrigent». |

El Setge d'Agrigent va tenir lloc el 406 aC. Les tropes cartagineses d'Anníbal Magó van saquejar la ciutat després de vuit mesos de setge, com a represàlia per les incursions gregues contra les ciutats fenícies de Sicília, súbdites de Cartago.
Durant el setge, els defensors de la ciutat van rebutjar els atacs en diverses ocasions i en cert punt, al rebre reforços de Siracusa, van obligar els cartaginesos a aixecar el setge. Malgrat tot, aquests van aconseguir capturar una flota de subministraments que es dirigia a la ciutat i van capgirar la situació fins a finalment capturar i saquejar Agrigent.

## Rerefons
Cartago va deixar d'interferir en els afers sicilians després de la derrota que va patir en la batalla d'Hímera (480 aC);. Durant el període de 70 anys que va seguir, la cultura grega va prosperar, propiciant les incursions agressives dels grecs sobre territoris dels elimis, sículs i sicans, aliats dels fenicis. Aquesta inactivitat, però, va acabar amb la pujada al poder d'Anníbal Magó, que va coincidir amb el conflicte entre la ciutat elímia de Segesta i la grega de Selinunt.
Amb el vistiplau del Senat cartaginès, Anníbal va liderar una victoriosa expedició cap a Sicília, que no només va destruir Selinunt, sinó també Hímera, revenjant la derrota patida el 480 aC. Malgrat que no es va signar cap tractat de pau, Siracusa i Agrigent no van liderar cap contraatac i durant cert temps, grecs i púnics van restar en els seus respectius territoris.

## Incursions gregues
No content amb aquesta política, el general exiliat Hermòcrates de Siracusa va començar a liderar diverses incursions armades contra territoris púnics, amb l'esperança que això li permetés guanyar popularitat i així poder retornar a la seva ciutat. Davant 2.000 homes entre mercenaris i supervivents d'Hímera, es va establir a les runes de Selinunt, des d'on va dirigir atacs contra Mòtia i Palerm. Aquestes accions el van fer molt popular i va arribar a reunir uns 6.000 homes.
Hermòcrates va retornar a Hímera per enterrar els ossos dels grecs caiguts durant la batalla, augmentant així la seva reputació, però no va aconseguir el seu objectiu final de retornar a Siracusa. Llavors va intentar un cop d'estat per assolir el poder de la ciutat, però fou assassinat abans d'aconseguir-ho.
Conscients que les accions d'Hermòcrates acabarien per provocar la resposta de Cartago, Agrigent va expandir el seu exèrcit llogant els serveis del general espartà Dexip i 1.500 dels seus hoplites, així com mercenaris italians que irònicament, havien lluitat al costat d'Anníbal durant la batalla d'Hímera. Siracusa va ampliar la seva flota, liderada per Dionís, un dels antics lloctinents d'Hermòcrates i futur dictador. Els murs de les dues ciutats es van reparar i reforçar, a l'espera que Cartago mogués peça.

## Resposta de Cartago
El senat de Cartago va decidir castigar les incursions gregues organitzant una nova expedició. El comandament de la mateixa fou ofert a Anníbal Magó, qui si bé la va rebutjar inicialment per la seva avançada edat, va acabar acceptant quan el seu parent Himilcó Hannó fou nomenat el seu lloctinent. 120.000 homes (60.000 segons les fonts més modernes) i una flota de 120 trirrems es van dirigir cap a Sicília. El fet de duplicar el nombre de naus (només havien enviat 60 trirrems en les incursions del 480 i del 409) acabaria sent crucial.

## Setge d'Agrigent
Després d'una petita batussa naval a Erix, la flota cartaginesa va desembarcar a Mòtia i l'exèrcit va avançar sense oposició fins a Agrigent. La ciutat havia estat emmagatzemant provisions i l'esperava amb 200.000 habitants rere les seves muralles. Anníbal va aixecar 2 campaments fortificats i ben protegits i va enviar les seves condicions a la ciutat: Agrigent podia convertir-se en aliat de Cartago o bé romandre neutral mentre Cartago atacava altres ciutats. Ambdues condicions foren rebutjades. Tots els homes d'Agrigent estaven armats i situats a les muralles, mentre els mercenaris defensaven el turó d'Atena i un contingent de reserva es destinava a reparar qualsevol bretxa que obrissin els cartaginesos.
Anníbal va concentrar l'atac en una de les portes occidentals, enviant dues torres d'assalt, però després de tot un dia de batalla no va aconseguir obrir cap bretxa. A més, durant la nit, els defensors van organitzar una sortida i incendiaren les torres. Llavors Anníbal va ordenar derruir tots els edificis que es trobaven fora de les muralles per construir rampes d'assalt, incloent-hi les tombes de la ciutat. Els soldats cartaginesos es mostraren molt reticents a profanar les tombes i van caure presos del pànic quan va esclatar una plaga que va acabar amb molt d'ells, el gran Anníbal inclòs.

## S'aixeca el setge
Himilcó va assumir el comandament, amb la difícil tasca de recuperar la moral dels homes. Va ordenar el sacrifici d'un infant per aplacar els déus grecs i va aturar la destrucció de més tombes. Va seguir, però, amb la construcció de les rampes, però en aquell moment Dafneu de Siracusa va arribar amb 30.000 hoplites, 5.000 cavallers i 30 trirrems en socors de la ciutat. Himilcó, al capdavant dels seus mercenaris, va interceptar a Dafneu en cert punt de la ribera del riu Hímera, però els de Siracusa acabaren imposant-se i els cartaginesos fugiren deixant 6.000 morts.
En veure com fugien els cartaginesos, els habitants d'Agrigent clamaren per sortir en la seva persecució, però els generals s'hi negaren, recordant que una acció semblant havia causat la pèrdua d'Hímera. Malgrat tot, el setge havia fracassat i els grecs s'havien apoderat d'un dels campaments enemics.

### Conspiracions i execucions
En aquest punt, van començar a córrer rumors que els generals d'Agrigent havien estat comprats per Himilcó i els grecs de Camarina acusaren obertament a cinc d'ells de traïció. Quatre moriren lapidats i només un es va salvar gràcies a la seva curta edat.
Dafneu, ara comandant suprem, va decidir no atacar el campament principal dels cartaginesos, però enviava sense descans incursions de cavalleria i tropes lleugeres que atacaven les línies de subministrament d'Himilcó. Mentre Agrigent rebia contínuament combois navals amb provisions des de Siracusa, Himilcó afrontava l'hivern en unes condicions precàries.

## Triomf de Cartago
Justament quan els mercenaris d'Himilcó semblaven a punt d'abandonar, el general va saber de l'arribada d'un nou comboi naval amb provisions per Agrigent. Ràpidament va ordenar a la seva flota que salpés des de Mòtia i quaranta naus arribaren just a temps per capturar la confiada flota de Siracusa. Aquesta acció va capgirar la situació, perquè mentre els cartaginesos ara podien gaudir del botí, Agrigent quedava privada d'uns subministraments que necessitava imperiosament.

## Caiguda de la ciutat
Els mercenaris italians que defensaven Agrigent aviat arribaren a un acord amb els seus vells senyors i abandonaren la ciutat per unir-se a Himilcó. Altres soldats de la Magna Grècia també decidiren abandonar.
La manca de provisions va convèncer a les autoritats a evacuar la ciutat i 40.000 habitants, juntament amb l'exèrcit, marxaren en direcció a Gela amb tots els seus objectes de valor. Els vells, els malalts i tots aquells que van quedar enrere foren passats per l'espasa quan Himilcó finalment, capturava Agrigent.

## Fets posteriors
Himilcó va permetre el saqueig de la ciutat, la més rica de Sicília, i nombrosos tresors foren enviats a Cartago. Els cartaginesos es quedaren a la ciutat recuperant forces fins a la primavera del 405 aC, quan finalment es decidiren a avançar sobre Gela. Agrigent fou llavors enderrocada.
Els refugiats d'Agrigent acusaren Dafneu de traïció, fet que va ser aprofitat per Dionís per assumir el comandament suprem i proclamar-se dictador de Siracusa.